# Stellaria multiflora
Stellaria multiflora är en nejlikväxtart. Stellaria multiflora ingår i släktet stjärnblommor, och familjen nejlikväxter.

## Underarter
Arten delas in i följande underarter:
- S. m. collaris
- S. m. multiflora
- S. m. nebulosa